# Дуглас, Роберт (фельдмаршал Швеции)
Граф Роберт Дуглас (17 марта 1611 — 28 мая 1662) — шведский военный деятель, граф (1654), фельдмаршал (1657), участник Тридцатилетней (1618—1648) и Северной войны (1655—1660), родоначальник шведской ветви Дугласов.

## Биография
Представитель шотландского дворянского рода Дугласов. Родился в Шотландии, в имении Стендингстоун (Восточный Лотиан). Сын Патрика Дугласа из Далкита и леди Кристины Лесли, внук Уильяма Дугласа из Уиттингейма.
В 1627 году Роберт Дуглас поступил на службу в шведскую армию. В 1630 году в состав шведской армии принял участие в Тридцатилетней войне в Германии. В 1635 году получил чин полковника, в 1643 году — генерал-майор, в 1647 году — генерал-лейтенант.
Участник битв под Брайтенфельденом (1642) и Янковом (1647). С 1648 году командовал шведской кавалерией в Германии. В 1651 году Роберт Дуглас был произведен в генералы и получил титул барона и имение Шельбю возле Кальмара. В 1654 году был пожалован в графы.
В 1655-1660 годах Роберт Дуглас принял участие в Северной войне Швеции против Речи Посполитой. Отличился в сражениях с польской армией под Голомбом (18-19 февраля 1656) и Варшавой (28-30 июля 1656). В 1657 году командовал шведскими войсками в Восточной Пруссии и получил чин фельдмаршала, а 1658 — 1661 годах — военный губернатор в Лифляндии и Эстляндии.
В 1658 году Роберт Дуглас оккупировал Курляндию и Семигалию. В ночь с 28 на 29 сентября 1658 года Роберт Дуглас захватил штурмом Митаву и взял в плен курляндского герцога Якоба Кетлера, вассала Речи Посполитой, вместе с семьей. Однако в 1659 году вынужден был перейти за Западную Двину и отступить в Лифляндию. 25 июня 1660 года после окончания Северной войны шведский губернатор Роберт Дуглас принимал курляндского герцога Якоба Кетлера в Рижском замке.
За заслуги перед шведской короной Роберт Дуглас был награждён немалым количеством земель в Швеции — в частности, ему были дарованы Шеннинге, Шельбю, Зевен (Zewen) и Саннегорден близ Гётеборга.
28 мая 1662 года 51-летний фельдмаршал Роберт Дуглас скончался в Стокгольме. Был похоронен в часовне церкви Вретского монастыря.
Основатель шведской ветви Дугласов. Род Дугласов стал одним из самых уважаемых и богатых в Швеции.

## Семья и дети
26 мая 1646 года в Стокгольме Роберт Дуглас женился на Хедвиге Мёрнер (1610—1663), от брака с которой у него было пять сыновей и дочь:
- Вильхельм Дуглас (1646—1674), подполковник
- Густав Дуглас (1648—1705), полковник и губернатор Вестерботтена
- Аксель Дуглас (1650—1673), капитан
- Адольф Дуглас (1651—1674), капитан
- Кристина Дуглас (1652—1712), жена с 1680 года графа Густава Адольфа Оксеншерна (1648—1697)
- Карл Дуглас (1656—1678)

Внук Роберта, Густав Отто Дуглас (1687—1771), был пленен русскими войсками во время Полтавской битвы, вступил в ряды русской армии и в 1717 году стал — по воле Петра Великого — генерал-губернатором Финляндии. Один из его потомков, граф Людвиг Дуглас (1849—1916), стал шведским министром иностранных дел и риксмаршалом Швеции, а его сын, генерал Арчибальд Дуглас (швед. Archibald Douglas (1883–1960)‎), командовал шведской армией во время Второй мировой войны.